# يوسف دريان
يوسف دريان (1278 - 1338 هـ / 1861 - 1920 م) هو حبر، من رجال الكنيسة المارونية بلبنان.
هو يوسف بن بطرس ابن الخوري أنطوان دريان. ولد بقرية عشقوت (من قرى كسروان) وتعلم وترهب برومة ثم ببيروت، وتعلم عدة لغات. ثم أصبح نائبا بطريركيا في القطر المصري، وتوفي بالقاهرة.
من آثاره: «نبذة في أصل البطريركية الأنطاكية وفي أصل الطائفة المارونية» و «البراهين الراهنة في أصل المردة والجراجمة والموارنة» و «الإتقان في صرف لغة السريان».